# エルンスト・フォン・ジーメンス音楽賞
エルンスト・フォン・ジーメンス音楽賞（Ernst von Siemens Musikpreis）は、ドイツのバイエルン美術アカデミーとエルンスト・フォン・ジーメンス音楽財団が音楽家あるいは新進音楽家に与える賞である。

## 主賞
作曲家と演奏家と音楽学者のすべてを含む。原則的には純音楽(クラシック音楽または現代音楽)対象である。
- 1974 – ベンジャミン・ブリテン
- 1975 – オリヴィエ・メシアン
- 1976 – ムスティスラフ・ロストロポーヴィチ
- 1977 – ヘルベルト・フォン・カラヤン
- 1978 – ルドルフ・ゼルキン
- 1979 – ピエール・ブーレーズ
- 1980 – ディートリヒ・フィッシャー＝ディースカウ
- 1981 – エリオット・カーター
- 1982 – ギドン・クレーメル
- 1983 – ヴィトルト・ルトスワフスキ
- 1984 – ユーディ・メニューイン
- 1985 – アンドレス・セゴビア
- 1986 – カールハインツ・シュトックハウゼン
- 1987 – レナード・バーンスタイン
- 1988 – ペーター・シュライアー
- 1989 – ルチアーノ・ベリオ
- 1990 – ハンス・ヴェルナー・ヘンツェ
- 1991 – ハインツ・ホリガー
- 1992 – H.C.ロビンス・ランドン
- 1993 – リゲティ・ジェルジュ
- 1994 – クラウディオ・アバド
- 1995 – ハリソン・バートウィッスル
- 1996 – マウリツィオ・ポリーニ
- 1997 – ヘルムート・ラッヘンマン
- 1998 – クルターグ・ジェルジュ
- 1999 – アルディッティ弦楽四重奏団
- 2000 – マウリシオ・カーゲル
- 2001 – Reinhold Brinkmann
- 2002 – ニコラウス・アーノンクール
- 2003 – ヴォルフガング・リーム
- 2004 – アルフレート・ブレンデル
- 2005 – アンリ・デュティユー
- 2006 – ダニエル・バレンボイム
- 2007 – ブライアン・ファーニホウ
- 2008 – アンネ＝ゾフィー・ムター
- 2009 – クラウス・フーバー
- 2010 – ミヒャエル・ギーレン
- 2011 – アリベルト・ライマン
- 2012 – フリードリヒ・チェルハ
- 2013 – マリス・ヤンソンス
- 2014 – Peter Gülke
- 2015 – クリストフ・エッシェンバッハ
- 2016 – ペア・ノアゴー
- 2017 – ピエール＝ローラン・エマール
- 2018 – ベアート・フラー
- 2019 – レベッカ・サンダース
- 2020 – タベア・ツィンマーマン
- 2021 – ジョルジュ・アペルギス
- 2022 – オルガ・ノイヴィルト
- 2023 – ジョージ・ベンジャミン
- 2024 – 陳銀淑
- 2025 – サイモン・ラトル

## 若手作曲家奨励賞
40歳以下の若手作曲家が対象。原則としてヨーロッパで活動を行っている現代音楽の作曲家であることが条件である。
- 1990 – ミカエル・ジャレル, ホルヘ・E・ロペス
- 1991 – Herbert Willi
- 1992 – ベアート・フラー, Benedict Mason
- 1993 – Sylvia Fomina, Param Vir
- 1994 – ハンス＝ユルゲン・フォン・ボーゼ, マーク＝アンドレ・ダルバヴィ, ルカ・フランチェスコーニ
- 1995 – Gerd Kühr, Philippe Hurel
- 1996 – Volker Nickel, レベッカ・サンダース
- 1997 – モーリッツ・エッゲルト, Mauricio Sotelo
- 1998 – Antoine Bonnet, クラウス・シュテファン・マーンコプフ
- 1999 – トーマス・アデス, オルガ・ノイヴィルト
- 2000 – ハンスペーター・キブルツ, Augusta Read Thomas, Andrea Lorenzo Scartazzini
- 2001 – イザベル・ムンドリー, André Werner, José María Sánchez-Verdú
- 2002 – マーク・アンドレ, Jan Müller-Wieland, Charlotte Seither
- 2003 – ハヤ・チェルノヴィン, Christian Jost, イェルク・ヴィトマン
- 2004 – Fabien Lévy, ヨハネス・マリア・シュタウト, エンノ・ポッペ
- 2005 – Sebastian Claren, Philipp Maintz, ミシェル・ファン・デル・アー
- 2006 – Jens Joneleit, Alexander Muno, Athanasia Tzanou
- 2007 – Vykintas Baltakas, Markus Hechtle
- 2008 – Dieter Ammann, Márton Illés, Wolfram Schurig
- 2009 – Francesco Filidei, Miroslav Srnka, Lin Yang
- 2010 – Pierluigi Billone, Arnulf Herrmann, Oliver Schneller
- 2011 – Steven Daverson, Hèctor Parra, Hans Thomalla
- 2012 – Luke Bedford, Zeynep Gedizlioğlu, Ulrich Alexander Kreppein
- 2013 – David Philip Hefti, Samy Moussa, Marko Nikodijevic
- 2014 – Simone Movio, Brigitta Muntendorf, Luis Codera Puzo
- 2015 – Birke J. Bertelsmeier, Mark Barden, Christian Mason
- 2016 – Milica Djordjevic, David Hudry, Gordon Kampe
- 2017 – ミヒャエル・ペルツェル, シモン・ステン＝アナーセン, リサ・シュトレイク
- 2018 – クララ・イアノッタ, Timothy McCormack, Oriol Saladrigues
- 2019 – Annesley Black, Ann Cleare, Mithatcan Öcal
- 2020 – Catherine Lamb, Francesca Verunelli, Samir Amaroucｈ
- 2021 – Malte Giesen, Mirela Ivičević, Yair Klartag
- 2022 – Benjamin Attahir, Naomi Pinnock, Mikel Urquiza
- 2023 – Sara Glojnarić, Alex Paxton, Eric Wubbels
- 2024 – Bára Gísladóttir, Daniele Ghisi, Yiqing Zhu
- 2025 - Ashkan Behzadi, Bastien David and Kristine Tjøgersen[2]